# Cryptorhopalum haemorrhoidale
Cryptorhopalum haemorrhoidale är en skalbaggsart som först beskrevs av J. E. Leconte 1824.  Cryptorhopalum haemorrhoidale ingår i släktet Cryptorhopalum och familjen ängrar. Inga underarter finns listade i Catalogue of Life.